# David Mabberley
David John Mabberley (Tetbury, Reino Unido, mayo de 1948) es un botánico, explorador y curador británico. Además de otros intereses, es un especialista en taxonomía de plantas tropicales de las familias Labiatae, Meliaceae y Rutaceae. Se ha hecho conocido por su diccionario botánico The plant-book. A portable dictionary of the vascular plants, con su 4.ª edición en 2017.
Ha realizado trabajos de campo en muchos países, a lo largo de varias décadas: Kenia (1969, 1970-1971), Uganda (1970-1971), Tanzania (1971-1972), Madagascar (1971), Malasia, Singapur y Indonesia (1974, 1981), Papua Nueva Guinea (1974, 1989), Seychelles (1978), Panamá (1978-1979), Portugal (1984-1996), Nueva Caledonia (1984), Nueva Zelanda (1990), Sri Lanka (1991), Hawái (1998), del Cabo York, Australia (Expedición Real Sociedad Geográfica, de Queensland, 2002), Malasia (2003, 2007), Vietnam (2005), China (2006, 2008).
Actualmente, es profesor visitante de la Universidad de Oxford, y profesor extraordinario en la Universidad de Leiden, Países Bajos.

## Algunas publicaciones
- Mabberley, D.J. 1997a. A classiication for edible Citrus. Telopea 7: 167-172

- ----, D.A. Steane et al. 1997b. Phylogenetic relationships of Clerodendrum s.l. (Lamiaceae) inferred from chloroplast DNA. Syst. Bot. 22: 229-243

- ----, D.A. Steane et al. 1999a. Molecular systematics of Clerodendrum (Lamiaceae): ITS sequences and total evidence. Amer. J. Bot. 86: 98-107

- ----. 1999b ['1998']) Paradisus: Hawaiian plant watercolors by Geraldine King Tam. P;. viii-152. Honolulu Academy of Arts, Honolulu [Ensayo, 'Where are the Wild Things?', y Apéndice, 'Taxonomic Notes on the Plates' (pp. 1-11, 143-144) también indexado separadamente con el Prefacio y la Bibliografía]

- ----, D.T. Moore. 1999c. Catalogue of the holdings in the Natural History Museum (London) of the Australian botanical drawings of Ferdinand Bauer (1760-1826) and cognate materials relating to the Investigator voyage of 1801-1805. Bull. of the Natural History Museum, Bot. Series 29: 81-226 + tab.

- ----. 2000. Arthur Harry Church: the anatomy of flowers, pp. 128 + 43 figs, en texto y 62 planchas coloreadas. Merrell and the Natural History Museum

- ----. 2002. Joseph Banks (1743-1820) pp. 7173; Robert Brown (1773-1858) pp. 108110 in R. Aitken & M. Looker (eds) The Oxford Companion to Australian Gardens, Melbourne

- ----. 2004a. European discovery, classification and naming, pp. 23-41, 108-110 in V. Sripathy (ed.) Red Cedar in Australia. Historic Houses Trust of NSW, Sydney [reimpreso 2006; ver también Incites Autumn 2004: cover, 2-4]

- ----, R. Bayer et al. 2004b. Phylogenetic relationships of the Australasian Citrus (Rutaceae-Aurantioideae). Botany 2004, Scientific Meeting Abstracts: 105

- ----, R.P.J. de Kok. 2004c. Labiatae. Flore de la Nouvelle-Caledonie et Dependances 15: 20-141

- ----. 2004d. Citrus (Rutaceae): a review of recent advances in etymology, systematics and medical applications. Blumea 49: 481-498

- ----, B. Gravendeel, R. van der Meijden. 2005. Een andere indeling van Plantenfamilies: nieuwe inzichten uit DNA-onderzoek, pp. 12-19 in R. van der Meijden, Heukels' Flora van Nederland, 23ª ed. Wolters-Noordhoff, Groningen/Houten

- ----, B.E. Juniper. 2006. The story of the apple, pp. 219 + numerosas figs en texto & 36 planchas a color. Timber Press, Portland, Oregon & Cambridge, RU

- ----, C.M. Pannell et al. 2007a. Meliaceae, pp. 17-218 in E. Soepadmo et al. (eds) Tree Flora of Sabah & Sarawak 6. FRIM, Malqaysia etc.

- ----, E. Pignatti-Wikus & C. Riedl-Dorn. 2007b. An extinct tree 'revived'. Curtis's Bot. mag. 24: 190-196

### Libros
- ----, Chang Kiaw Lan. 1976. Tropical Botany

- ----. 1981. Revolutionary Botany

- ----. 1991. Tropical Rainforest Ecology. 2ª ed.

- ----, P.J. Placito. 1993. Algarve Plants and Landscape

- ----, P. Watts, J. Pomfrett. 1997. An Exquisite Eye

- ----, H.W. Lack. 1999a. The Flora Graeca Story

- ----, Tam, G.K., D.J. Mabberley. 1999b. Paradisus: Hawaiian Watercolours

- ----. 1999. Ferdinand Bauer: the Nature of Discovery

- ----. 2000. Arthur Harry Church: the Anatomy of Flowers David J. Mabberley 2000

- ----. 2017. Mabberley's Plant-book. A portable dictionary of plants, their classification ad uses. 4ª ed. Cambridge University Press

- La carta de colores de Haenke de la Expedición Malaspina: un enigma - Haenke’s Malaspina colour-chart: an enigma. D. J. Mabberley & M. P. de San Pío Aladrén. 2012. Real Jardín Botánico, CSIC, Madrid, Spain.

## Honores
Además de otros, ha recibido:
- Medalla José Cuatrecasas por la Excelencia en Botánica Tropical, 2004
- Galardón Peter Raven, American Society of Plant Taxonomists a un taxónomo vegetal que ha realizado exitosos esfuerzos para popularizar la Botánica al público), 2004.

- Obtiene por oposición la Cátedra Orin & Althea Soest en Ciencia de la Horticultura en la University of Washington.[2]

- En febrero de 2008 es curador del Herbario, Biblioteca, Arte y Archivos de Royal Botanic Gardens, Kew.[3]

- En 2005, es electo Presidente de la IAPT.
- En 2006 Medalla linneana de la Sociedad linneana de Londres por contribuciones a la Biología.

### Eponimia
- (Asteraceae) Senecio mabberleyi C.Jeffrey[4]

- (Sapindaceae) Harpullia mabberleyana W.N.Takeuchi[5]
- La abreviatura «Mabb.» se emplea para indicar a David Mabberley como autoridad en la descripción y clasificación científica de los vegetales.[6]